# Palaeochrysa concinnula
Palaeochrysa concinnula là một loài côn trùng trong họ Chrysopidae thuộc bộ Neuroptera. Loài này được Cockerell miêu tả năm 1909.